# Väster-Rudsjön
Väster-Rudsjön är en sjö i Strömsunds kommun i Ångermanland och ingår i Ångermanälvens huvudavrinningsområde. Sjön har en area på 5,48 kvadratkilometer och ligger 245,9 meter över havet. Sjön avvattnas av vattendraget Rudsjöån.

## Delavrinningsområde
Väster-Rudsjön ingår i det delavrinningsområde (708432-151130) som SMHI kallar för Utloppet av Väster-Rudsjön. Medelhöjden är 296 meter över havet och ytan är 37,11 kvadratkilometer. Räknas de 2 avrinningsområdena uppströms in blir den ackumulerade arean 55,89 kvadratkilometer. Rudsjöån som avvattnar avrinningsområdet har biflödesordning 4, vilket innebär att vattnet flödar genom totalt 4 vattendrag innan det når havet efter 172 kilometer. Avrinningsområdet består mestadels av skog (69 procent). Avrinningsområdet har 5,46 kvadratkilometer vattenytor vilket ger det en sjöprocent på 14,7 procent.